# Piribeg
Piribeg (alb. Piribeg, maced. Пирибег) – szczyt w górach Szar Płanina. Leży na granicy między Macedonią Północną a Kosowem.